# Лапчина-Воля
Лапчина-Воля (пол. Łapczyna Wola) — село в Польщі, у гміні Ключевсько Влощовського повіту Свентокшиського воєводства.
Населення — 187 осіб (2011).
У 1975-1998 роках село належало до Пйотрковського воєводства.

## Демографія
Демографічна структура на день 31 березня 2011 року:
|          | Загалом | Допрацездатний вік | Працездатний вік | Постпрацездатний вік |
| -------- | ------- | ------------------ | ---------------- | -------------------- |
| Чоловіки | 95      | 24                 | 63               | 8                    |
| Жінки    | 92      | 19                 | 56               | 17                   |
| Разом    | 187     | 43                 | 119              | 25                   |